# Quenza
 (mars 2024).
Si vous disposez d'ouvrages ou d'articles de référence ou si vous connaissez des sites web de qualité traitant du thème abordé ici, merci de compléter l'article en donnant les références utiles à sa vérifiabilité et en les liant à la section « Notes et références ».
 (mars 2024).
La mise en forme du texte ne suit pas les recommandations de Wikipédia : il faut le « wikifier ».
Les points d'amélioration suivants sont les cas les plus fréquents. Le détail des points à revoir est peut-être précisé sur la page de discussion.
- Les titres sont pré-formatés par le logiciel. Ils ne sont ni en capitales, ni en gras.
- Le texte ne doit pas être écrit en capitales (les noms de famille non plus), ni en gras, ni en italique, ni en « petit »…
- Le gras n'est utilisé que pour surligner le titre de l'article dans l'introduction, une seule fois.
- L'italique est rarement utilisé : mots en langue étrangère, titres d'œuvres, noms de bateaux, etc.
- Les citations ne sont pas en italique mais en corps de texte normal. Elles sont entourées par des guillemets français : « et ».
- Les listes à puces sont à éviter, des paragraphes rédigés étant largement préférés. Les tableaux sont à réserver à la présentation de données structurées (résultats, etc.).
- Les appels de note de bas de page (petits chiffres en exposant, introduits par l'outil «  Source ») sont à placer entre la fin de phrase et le point final[comme ça].
- Les liens internes (vers d'autres articles de Wikipédia) sont à choisir avec parcimonie. Créez des liens vers des articles approfondissant le sujet. Les termes génériques sans rapport avec le sujet sont à éviter, ainsi que les répétitions de liens vers un même terme.
- Les liens externes sont à placer uniquement dans une section « Liens externes », à la fin de l'article. Ces liens sont à choisir avec parcimonie suivant les règles définies. Si un lien sert de source à l'article, son insertion dans le texte est à faire par les notes de bas de page.
- La présentation des références doit suivre les conventions bibliographiques. Il est recommandé d'utiliser les modèles {{Ouvrage}}, {{Chapitre}}, {{Article}}, {{Lien web}} et/ou {{Bibliographie}}. Le mode d'édition visuel peut mettre en forme automatiquement les références.
- Insérer une infobox (cadre d'informations à droite) n'est pas obligatoire pour parachever la mise en page.

Pour une aide détaillée, merci de consulter Aide:Wikification.
Si vous pensez que ces points ont été résolus, vous pouvez retirer ce bandeau et améliorer la mise en forme d'un autre article.
Quenza [kwɛntsa] est une commune française située dans la circonscription départementale de la Corse-du-Sud et le territoire de la collectivité de Corse. Le village appartient à la piève de Scopamène, en Alta Rocca.

## Géographie
La commune de Quenza, entourée de hauts sommets, de forêts et de rivières occupe un territoire de 95,67 km2, allant du Cuscionu aux Aiguilles de Bavella. Le village est un lieu de visites et un point de départ à de nombreuses randonnées.
Communes les plus proches : Levie - San Gavino di Carbini  - Zonza  -  Sorbollano - Serra di Scopamène - Aullène - Zerubia - Zoza - Mela -

## Urbanisme

### Typologie
Au 1er janvier 2024, Quenza est catégorisée commune rurale à habitat dispersé, selon la nouvelle grille communale de densité à sept niveaux définie par l'Insee en 2022.
Elle est située hors unité urbaine et hors attraction des villes,.

### Occupation des sols
L'occupation des sols de la commune, telle qu'elle ressort de la base de données européenne d’occupation biophysique des sols Corine Land Cover (CLC), est marquée par l'importance des forêts et milieux semi-naturels (97,8 % en 2018), en augmentation par rapport à 1990 (93,9 %). La répartition détaillée en 2018 est la suivante : 
forêts (44,6 %), espaces ouverts, sans ou avec peu de végétation (28,3 %), milieux à végétation arbustive et/ou herbacée (24,9 %), zones agricoles hétérogènes (2,2 %). L'évolution de l’occupation des sols de la commune et de ses infrastructures peut être observée sur les différentes représentations cartographiques du territoire : la carte de Cassini (XVIIIe siècle), la carte d'état-major (1820-1866) et les cartes ou photos aériennes de l'IGN pour la période actuelle (1950 à aujourd'hui).

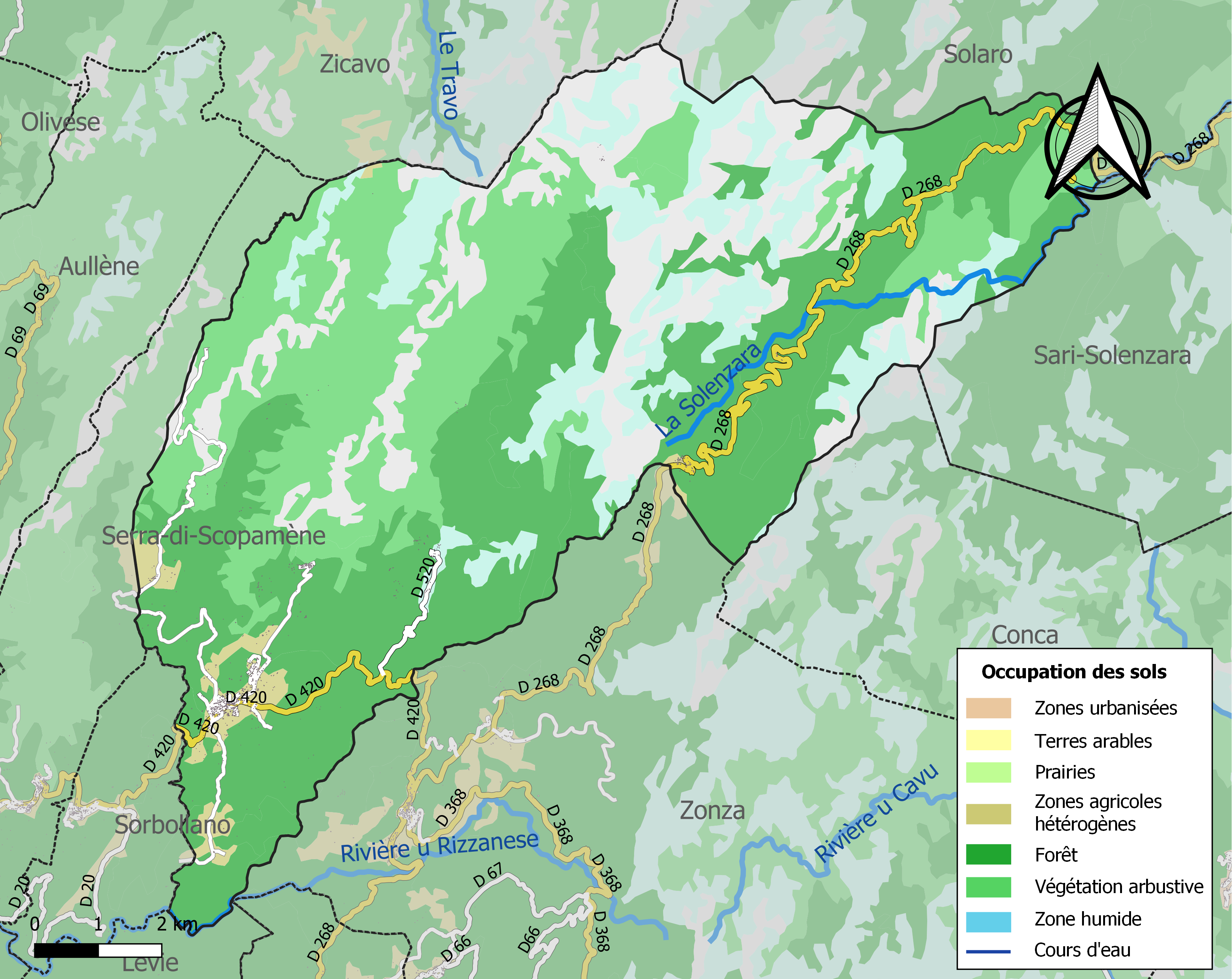
Carte des infrastructures et de l'occupation des sols de la commune en 2018 (CLC).

## Histoire
Après les défaites de Ponte Novu et de Vivariu contre les armées françaises, Pascal Paoli et ses partisans - i naziunali - arrivèrent à Quenza le 12 juin 1769. Là, dans la maison du comte Roccu Francescu Colonna Cesari, u babbu di a patria, Paoli passa sa dernière nuit en Corse avant son exil. Le lendemain, il rejoignait, avec sa suite, Porto Vecchio - seul port encore dévoué à sa cause - où dans le golfe, l'attendaient deux frégates anglaises.
Durant la Seconde Guerre mondiale, les Allemands avaient réquisitionné le château pour y installer un hôpital civil et militaire ; ainsi que sur ses terres, leur dépôt de carburant et de munitions. Les résistants l'attaquèrent et s'en emparèrent le 16 septembre 1943.

## Politique et administration

### Liste des maires
| Période                                  | Période  | Identité        | Étiquette | Qualité |
| ---------------------------------------- | -------- | --------------- | --------- | ------- |
| Les données manquantes sont à compléter. |          |                 |           |         |
| ?                                        | En cours | Roselyne Baseli |           |         |

## Démographie
Population : les Quenzais.
L'évolution du nombre d'habitants est connue à travers les recensements de la population effectués dans la commune depuis 1800. Pour les communes de moins de 10 000 habitants, une enquête de recensement portant sur toute la population est réalisée tous les cinq ans, les populations de référence des années intermédiaires étant quant à elles estimées par interpolation ou extrapolation. Pour la commune, le premier recensement exhaustif entrant dans le cadre du nouveau dispositif a été réalisé en 2004.

En 2022, la commune comptait 185 habitants, en stagnation par rapport à 2016 (Corse-du-Sud : +7,61 %, France hors Mayotte : +2,11 %).
| 1800 | 1806 | 1821 | 1831 | 1836 | 1841 | 1846 | 1851 | 1856 |
| ---- | ---- | ---- | ---- | ---- | ---- | ---- | ---- | ---- |
| 157  | 147  | 154  | 201  | 225  | 180  | 256  | 276  | 280  |

| 1861 | 1866 | 1872 | 1876 | 1881 | 1886 | 1891 | 1896 | 1901 |
| ---- | ---- | ---- | ---- | ---- | ---- | ---- | ---- | ---- |
| 294  | 294  | 296  | 361  | 329  | 421  | 516  | 598  | 523  |

| 1906 | 1911 | 1921 | 1926 | 1931 | 1936 | 1946 | 1954 | 1962 |
| ---- | ---- | ---- | ---- | ---- | ---- | ---- | ---- | ---- |
| 562  | 504  | 526  | 653  | 666  | 692  | 745  | 820  | 313  |

| 1968 | 1975 | 1982 | 1990 | 1999 | 2004 | 2006 | 2009 | 2014 |
| ---- | ---- | ---- | ---- | ---- | ---- | ---- | ---- | ---- |
| 307  | 302  | 229  | 214  | 215  | 243  | 247  | 210  | 191  |

| 2019 | 2022 | - | - | - | - | - | - | - |
| ---- | ---- | - | - | - | - | - | - | - |
| 200  | 185  | - | - | - | - | - | - | - |

## Lieux et monuments

### Monuments
Entrée est du village par la route de Zonza

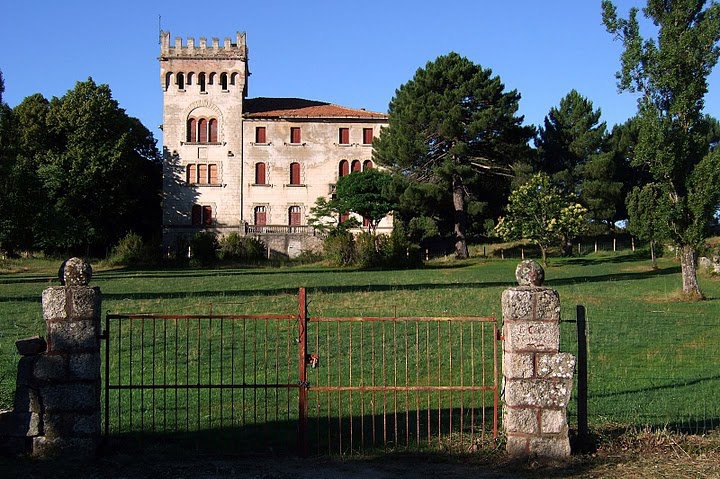

- Sur la gauche, maison de notable dite "Château de Quenza", bâtie dans les années 1920-1930 par un natif de Quenza : Sébastien Colonna Cesari, consul général de France à Florence et ministre plénipotentiaire[10] - Absolument remarquable, ce Palazzo de style néo-renaissance florentine, unique en Corse par ses proportions et sa situation en un vaste site jouissant d'une vue sur les aiguilles de Bavella, appartient à la catégorie des "Maisons des Américains"[11]. Il abritait au temps du consul ses collections d'art, des salons de réception, une salle de bal, une salle théâtre et de projection mises à la disposition des villageois. Les études de reconversion pour sa conservation sont aujourd'hui en cours.
- J.A.C. (Jardin d'art contemporain), créé dans le parc du château, à l'initiative de l'association Fiori di Petra présidée par Marc Pietri, sculpteur

Centre du village
- Église paroissiale Saint Georges. Clocher et sacristie classés Monument Historique[12]. Église, sauf parties classées inscrit Monument Historique[12]. Les études pour sa restauration sont aujourd'hui en cours - Messe tous les samedis soir.
- Chapelle Sainte-Marie de Quenza.  Classé MH (1976)[13].
- Monument aux morts, réalisé en 1972 par Jean Dominique Pietri, maire de Quenza de 1970 à 1973, ancien inspecteur de la jeunesse et des sports. Ni soldats ni armes mais la Mère patrie pleurant ses enfants morts pour la sauver. Représentée par une femme corse (une mère, une fiancée, une épouse, une sœur) tenant une couronne de fleurs.
- Buste de Pascal Paoli (2016). Auteur Marc Pietri sculpteur-graveur
- La mairie en contrebas de l'église, dans une ancienne maison forte (Turri) du XVIe ou XVIIe siècle
- Rue principale et rue descendant à la gauche du clocher : Maisons anciennes du XVIe au XIXe siècle

À l'ouest du village
- Chapelle romane de Sainte Marie (Santa Maria Assunta) fondée en l'an Mil

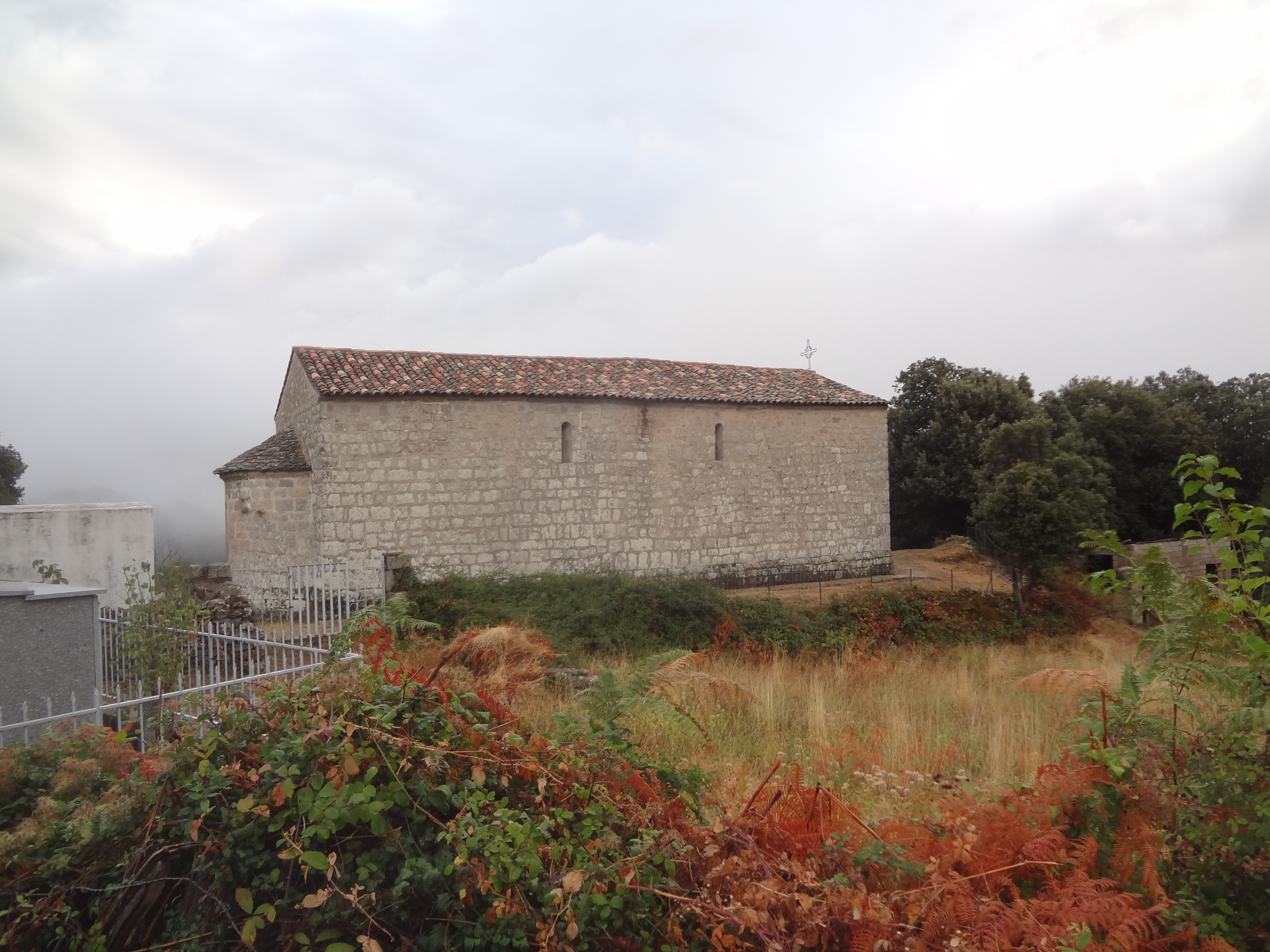
Chapelle Sainte-Marie
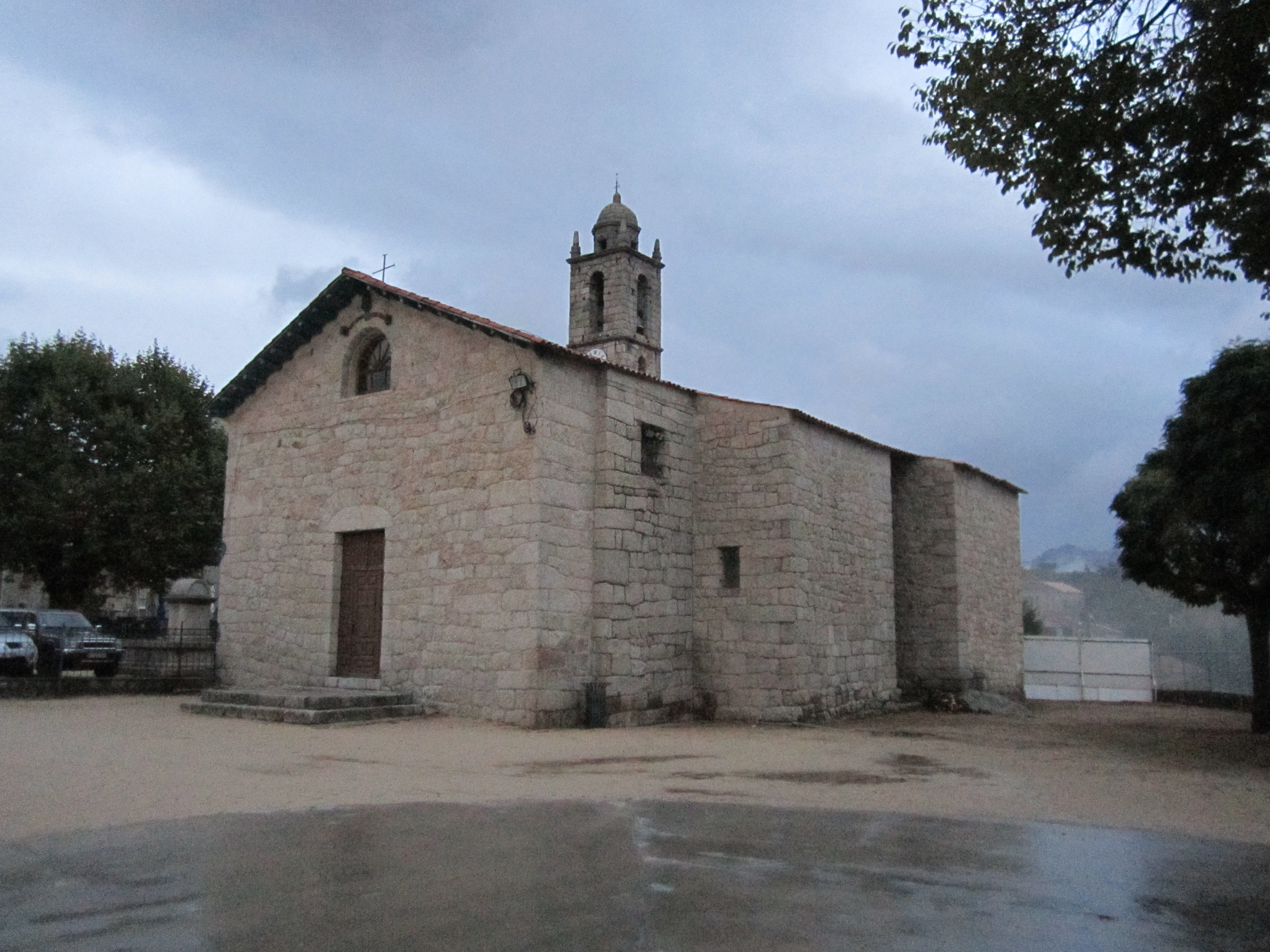
Église Saint-Georges

### Environnement
Quenza est une commune située dans le Parc naturel régional de Corse. Elle comporte l'un des trois parcs à cerfs de Corse.

En 1986, quatre premiers cerfs (cervus elaphus corsicanus) ont été importés de Sardaigne et installés dans un enclos à Quenza. Puis douze ans plus tard, en 1998, eut lieu le premier lâcher de cerfs dans la vallée d’Asinau.

### Petit patrimoine
Fontaines - Lavoirs

### Patrimoine gastronomique
Réputé pour son fromage de chèvre, brebis - son miel.

## Personnalités liées à la commune
)POLITIQUE
- Le constitutionnel comte Pierre-Paul Colonna de Cesari Rocca
- Sébastien Colonna Cesari (Quenza 16 juin 1872 - 4 avril 1939) - Consul Général de France à Florence - Ministre plénipotentiaire - Officier de l'Ordre de la légion d'honneur - Commandeur de l'Ordre de la Couronne d'Italie -  (a fait ériger le "château de Quenza", sa maison)
- Famille de Rocca-Serra
  - Jean-Paul de Rocca Serra (né à Quenza 1831-1908). Maire de Porto-Vecchio et Conseiller général du canton de Porto-Vecchio
  - Camille de Rocca Serra (1880-1963) Médecin. Député de la Corse. Maire de Porto-Vecchio
  - Jean-Paul de Rocca Serra (1911-1998) Médecin – Conseiller général du canton de Porto-Vecchio - Sénateur – Député – Président de l'Assemblée de Corse – Maire de Porto-Vecchio
  - Camille de Rocca Serra. (1954) Maire de Porto-Vecchio –  Député – Président de l'Assemblée de Corse - Conseiller général de Corse du Sud -

ÉCOLOGIE
- Nicolas Hulot
- Laurence Constantin - Cofondatrice et Présidente de l'ONG Global Earth Keeper Collective Society
- Gilles Zerlini Fondateur de l'association Le Poulpe 1998

SPORT 
- Paul Orsatti

CULTURE
- Pierre Jean Milanini : Héros de la Résistance, il lutta toute sa vie pour la paix et contre l'oppression  - Auteur de Rime Lamaghjunose et de Contra-Focu (Canti di Pace)
- Gilles Zerlini : Écrivain, auteur de 
  - Mauvaises Nouvelles, Calvi,  France, Éditions Materia scritta, 2012, 120 p.  (ISBN 978-2916402123)
  - Chutes ou Les mésaventures de monsieur Durand, Calvi, France, Éditions Materia scritta 2016,  119 p.  (ISBN 978-2916402192)
  - Sainte Julie de Corse et autres nouvelles, Calvi, France, Éditions Materia scritta, 2019, 152 p.  (ISBN 978-2916402338)
  - Épuration, Paris, France, Maurice Nadeau 2021, 164 p. (ISBN 978-2862313009)
  - Lettres à mes fantômes , Paris, France, Maurice Nadeau, 2022, 164 p.  (ISBN 978-2862313009)
  - Guyane, Paris, France, Maurice Nadeau, 2024, 160 p.,  (ISBN 978-2862315492)
- Denis Luciani : Docteur en histoire. Auteur de 
  - Storia di Corsica (Édition : Futuroscope : Canopé 2014)
  - L'origine de la tête de Maure (Édition : Bastia : Éd. Anima Corsa , 2013)
  - Le mythe Ugo Colonna (Édition : Bastia : Éditions Anima corsa , 2015)
  - Essai sur le mythe et la genèse de la féodalité corse (Édition : Bastia : Éd. Anima corsa , 2014)
  - Corse et Islam (Édition : Bastia : Éd. Anima corsa , 2014)
- Marc Pietri : Sculpteur-Graveur & Président de l'association Fiore di Petra
- Muriel Pegalajar : Artiste Peintre (cf Histoire de la peinture en Corse et dictionnaire des peintres de Pierre-Claude Giansily - Colonna Éditions - 2010) - Présidente de l'association de défense du patrimoine San Ghjorghju di Quenza
- Francoise Melzani Laurenti : Artiste Peintre
- Liana di Quenza intervenante dans l'émission quotidienne de RCFM Dite a vostra

## Fêtes et Animations de la commune
- Fête patronale Saint Georges 23 avril
- Championnat de Corse de Blitz
- Fêtes de Sainte Marie du 14 au 16 août (Processions - Animations pour enfants - Bals)
- Biennales de sculptures " I Sculturali "
- École de sculpture de l'Association Fiori di Petra, cours donnés par Marc Pietri Sculpteur
- Animations et projections de films par l'Association Amicizia Quenzaise
- Animations organisées toute l'année par l'Association Jeunesse Quenzaise et le comité des fêtes
- Concours de belote organisés par l'ASSOCIATION U SCONTRU
- Randonnées - Canyoning

## Services et équipements
Commerces :  Épicerie . Cafés - Restaurants - Hôtel - Gite - Maison d'hôtes.
Services à l'année : poste, école primaire, taxi, liaison de bus.
Pharmacie la plus proche : Levie (16 km)
Essence : Levie
Distributeur bancaire : San Gavino di Carbini (6 km)